# La Vall d'en Bas
La Vall d'en Bas är en kommun i Spanien.   Den ligger i provinsen Província de Girona och regionen Katalonien, i den östra delen av landet, 500 km öster om huvudstaden Madrid. Antalet invånare är 2 931. Arean är 91 kvadratkilometer. La Vall d'en Bas gränsar till Riudaura, Olot, Les Preses, Sant Feliu de Pallerols, Rupit i Pruit, Santa Maria de Corcó, Sant Pere de Torelló och Vidrà. 
Terrängen i La Vall d'en Bas är huvudsakligen lite bergig.